# Vrani
Vrani è un comune della Romania di 1171 abitanti, ubicato nel distretto di Caraș-Severin, nella regione storica del Banato.
Il comune è formato dall'unione di 3 villaggi: Ciortea, Iertof, Vrani.